# San Carlos Minas
San Carlos Minas è una città dell'Argentina, capoluogo del dipartimento di Minas, nella provincia di Córdoba. Fu fondata nel 1853.